# Mes bibliothèques
Mes bibliothèques est un récit de Varlam Chalamov décrivant son regret de n'avoir jamais, sa vie durant, possédé sa bibliothèque. La seule qu'il a eue, c'est celle de ses trois ans qui se composait de deux livres dont, l'Alphabet de Léon Tolstoï.
À l'école à Vologda, il ne disposait pas de livres mais des manuels avant que ne s'ouvre la première bibliothèque ouvrière municipale en 1918. Celle-ci s'était constituée grâce à des ouvrages réquisitionnés chez des propriétaires terriens après la révolution d'Octobre. 

## Moscou
À Moscou, depuis qu'il prépare son entrée à l'université en faculté de droit dans les années 1920, Chalamov fréquente assidument la bibliothèque de la capitale et il le fera pendant plus de dix ans. Quand il se marie il commence à acheter des livres, mais pas très longtemps. Dès 1929, à 22 ans, il est envoyé pour trois ans dans le camp de la Vichera, appelé Vichlag, après être passé pour l'instruction judiciaire de son dossier par la prison de la Boutyrka, comme élément socialement dangereux. 

## La prison, les camps
La bibliothèque de la prison de la Boutyrka échappait à toutes les purges des autres bibliothèques de Russie. Comme si les autorités s'étaient demandé à quoi bon contrôler les lectures de gens condamnés. Mais pour beaucoup de prisonniers, les livres de cette prison ont été les derniers étant donné que leur destination finale était la Kolyma. Cela donne à Chalamov l'occasion de lire des ouvrages qu'il n'aurait trouvé nulle part ailleurs dans une bibliothèque en Russie.
Devenu aide-médecin après de longues années à la Kolyma, Chalamov finit par échapper ainsi aux travaux les plus pénibles dans les mines et les bois de la taïga. Cela lui sauve la vie. Il voit en même temps la chance lui sourire : le village des travailleurs libres où il est assistant médical dispose d'une bibliothèque de deux mille titres et c'est son supérieur direct qui la dirige. Il retrouve ainsi peu à peu la vitesse de lecture qu'il avait perdu à force de ne plus lire pendant si longtemps. Il était en effet capable de dévorer une énorme quantité de livres. 
Pour Chalamov, les livres sont des êtres vivants. Il y a dans la vie de tout homme cultivé un livre qui a joué un grand rôle. Pas nécessairement l'œuvre d'un génie. Pour deux générations de Russes ce fut Le Taon (Ovod) de Ethel Lilian Voynich. Pour lui, c'est Ce qui ne fut pas de Boris Savinkov, dont il a connu longtemps des passages par cœur .